# 新守谷站
新守谷站（日语：／ Shin-Moriya eki */?）是位於茨城縣守谷市御所丘一丁目1番1號，關東鐵道的常總線車站。

## 概要
此站位於守谷市北部，在毎年6月舉行鳶尾花祭時，此站最接近其會場四季之里公園。

### 在此站行走的運行形態
- 上行（守谷、戶頭、取手方向）
  - 日間每小時設有4班普通列車（前往取手，部分前往守谷）停靠[3]。
- 下行（小絹、水海道、石下、下妻、下館方向）
  - 日間每小時設有4班普通列車（前往下館或水海道）停靠。部分時段前往下館的列車需要在水海道站轉乘列車[注釋 1]，晚間設有前往下妻的班次[3]。

## 歷史
- 1982年（昭和57年）3月27日 - 住宅、都市整備公團（現時：都市再生機構）常總新城進行工程，於車站西側進行住宅開發。此站啟用[1]。當時地址為北相馬郡守谷町大字立澤1873番3號。
- 1983年（昭和58年）5月1日 - 南守谷站至此站之間成為雙線鐵路[1]。
- 1984年（昭和59年）11月15日 - 此站至水海道站之間成為雙線鐵路[1]。
- 1985年（昭和60年）5月24日 - 車站地址改為北相馬郡守谷町御所丘一丁目1番1號。
- 1991年（平成3年）1月29日 - 開設新守谷車站圖書館。
- 1997年（平成9年） - 選定為「關東車站百選」。
- 2002年（平成14年）2月2日 - 實施市制，車站地址改為守谷市御所丘一丁目1番1號。
- 2004年（平成16年）9月29日 - 新守谷車站圖書館關閉。
- 2009年（平成21年）3月14日 - 此站可以使用IC卡PASMO[1]。
- 2010年（平成22年）9月1日 - 部分時段（10至16時）沒有車站職員當值[1][4]。
- 2019年（平成31年）3月28日 - 車站閘口外東邊的連接橋「絆橋」開通[5]。

## 車站構造

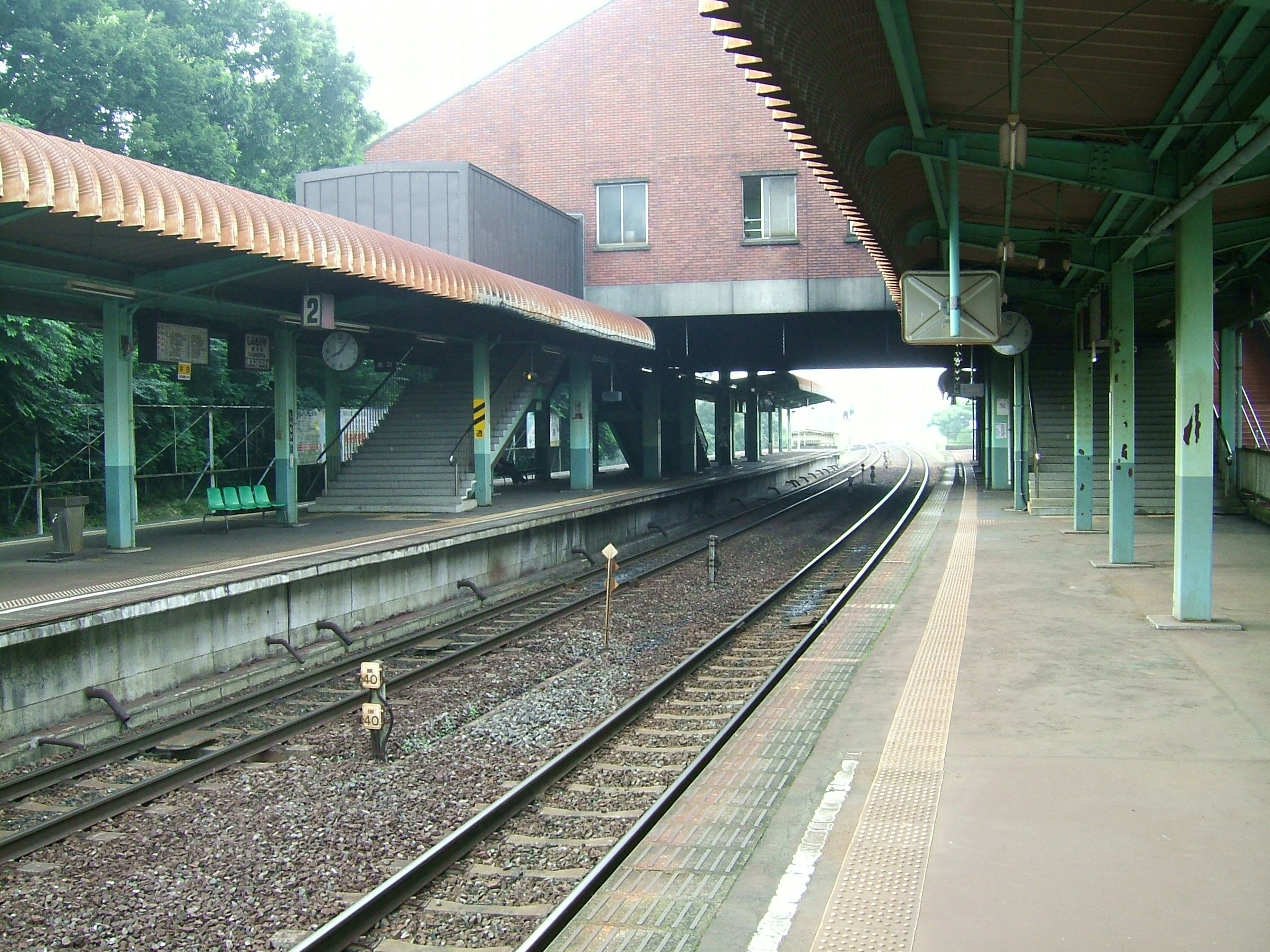
月台（2008年7月）

此站是地面車站，設有2面3線的混合式月台。車站設有跨站式站房。曾經於平日早上繁忙時間設有來自取手方向的1班折返列車班次，該列車在3號月台折返。
另外，在1991年（平成3年）1月29日至2004年（平成16年）9月29日之間，於車站大樓3樓設有新守谷車站圖書館（由守谷市運營）。
此站設有事務室和車站管理表示器，以得知列車入線狀況。另外，現時3號月台沒有列車使用。
在發生關東·東北豪雨後，常總市發生大規模水災。此站成為了車輛避難處，以及設有巴士臨時營業所。

### 月台
| 月台 | 路線    | 方向             |
| ---- | ------- | ---------------- |
| 1    | ■常總線 | 水海道、下館方向 |
| 2    | ■常總線 | 守谷、取手方向   |
| 3    | ■常總線 | （臨時線）       |

## 使用狀況
以下為近年上下車人次變化。
| 上下車人員變化 | 上下車人員變化 |
| 年度           | 1日平均人次    |
| -------------- | -------------- |
| 2003年         | 4,208          |
| 2004年         | 4,280          |
| 2005年         | 3,623          |
| 2006年         | 2,812          |
| 2007年         | 2,661          |
| 2008年         | 2,503          |
| 2009年         | 2,277          |
| 2010年         | 2,155          |
| 2011年         | 2,160          |
| 2012年         | 2,191          |
| 2013年         | 2,152          |
| 2014年         | 2,228          |
| 2015年         | 2,250          |
| 2016年         | 2,448          |
| 2017年         | 2,564          |
| 2018年         | 2,770          |
| 2019年         | 2,701          |

## 車站周邊
在西邊迴旋路前設有國道294號。在車站外設有行人天橋連接常總新城北守谷各地區。另一方面，東邊沒有出口（筑波未來市方向），該處設有小森林。在2015年開智望小學開校，同時開展守谷市連接東西的自由通道工程，在2019年的連接橋落成。
- 站前迴旋路、巴士站
- 國道294號（日语：国道294号）
- 新守谷站前通（日语：都市計画道路北守谷板戸井線）
- 常磐自動車道谷和原交匯處（日语：谷和原インターチェンジ）
- 守谷市營新守谷第一單車停留處
- 守谷市文化會館（日语：守谷市文化会館）
- 守谷市市民交流廣場（日语：守谷市市民交流プラザ）
  - 北守谷兒童中心（日语：守谷市市民交流プラザ#北守谷児童センター（キ・ターレ））
  - 守谷市民畫廊（日语：守谷市市民交流プラザ#市民ギャラリー）
- 立澤公園（日语：立沢公園）
- 守谷市立御所丘中學（日语：守谷市立御所ケ丘中学校）
- 守谷市立御所丘小學（日语：守谷市立御所ケ丘小学校）
  - 常陽銀行（日语：常陽銀行）北守谷分店（守谷Terrace内）
- 守谷久保丘郵局
- 守谷汽車學校
- 筑波快線綜合基地（日语：つくばエクスプレス総合基地）
- 開智望小學、中等教育學校
- 守谷Terrace

## 巴士路線
新守谷站（站前迴旋路）
巴士路線
| 系統 | 主要途經                           | 目的地       | 巴士路線 |
| ---- | ---------------------------------- | ------------ | -------- |
|      | 立澤公園、藥師台五丁目、守谷市政廳 | 守谷站西出口 | ■關鐵    |

新守谷站入口
巴士路線
| 系統 | 主要途經                                   | 目的地       | 巴士路線 |
| ---- | ------------------------------------------ | ------------ | -------- |
| 急行 | （中途沒有停站）                           | 守谷站西出口 | ■關鐵    |
| 急行 | 文化會館前、御所丘、第一醫院前、研修中心前 | 北守谷公民館 | ■關鐵    |

## 電視取景
- 天才柳澤教授之生活（日语：天才柳沢教授の生活）（富士電視台系列）
- 白夜行（TBS系列）[9]

## 相鄰車站
關東鐵道
■常總線
快速
通過
普通
守谷－新守谷－小絹

## 注腳

## 外部連結
- 新守谷站 | 車站案內 （页面存档备份，存于）（日語） - 關東鐵道